# Мужская сборная Ирана по кабадди
Мужская национальная сборная Ирана по кабадди — представляет Иран на международных соревнованиях по кабадди. Управляющей организацией выступает Федерация кабадди Ирана (англ. Kabaddi Federation of I.R.Iran).

## Результаты выступлений

### Азиатские игры
| Год       | Победы         | Ничьи          | Поражения      | Место          |
| --------- | -------------- | -------------- | -------------- | -------------- |
| 1990—2002 | не участвовали | не участвовали | не участвовали | не участвовали |
| 2006      | 1              | 1              | 3              | 4              |
| 2010      | 2              | 0              | 2              | 2              |
| 2014      | 4              | 0              | 1              | 2              |
| 2018      | 7              | 0              | 0              | 1              |